# Рыбное (Костанайская область)
Рыбное (каз. Рыбный) — село в Костанайском районе Костанайской области Казахстана. Входит в состав Октябрьского сельского округа. Находится примерно в 18 км к востоку от центра города Костаная. Код КАТО — 395465500.

## Население
В 1999 году население села составляло 275 человек (135 мужчин и 140 женщин). По данным переписи 2009 года, в селе проживало 279 человек (138 мужчин и 141 женщина).